# Valls d'Aguilar
Valls d'Aguilar o Valls de Aguilar (Les Valls d'Aguilar en catalán) es un municipio de la comarca catalana del Alto Urgel.

## Historia
Formó parte del vizcondado de Castellbó. El municipio actual se formó en 1972 al unirse los antiguos municipios de Castellás (Castellàs del Cantó), Guardia de Arés (Guardia d'Arés), Noves de Segre y Tahús (Taús) (ver "Relación de Municipios Desaperecidos desde Principio de Siglo" Edita Instituto Nacional de Estadística, Año 1981). La capital del municipio es Noves de Segre.

## Demografía
Cuenta con una población de 262 habitantes (INE 2024).
| Gráfica de evolución demográfica de Les Valls d'Aguilar entre 1981 y 2021 |
| |
| Población de derecho según los censos de población del INE Población de hecho según los censos de población del INEEn este censo se denominaba Valls d'Aguilar: 1981 Entre el censo de 1981 y el anterior, aparece este municipio porque se fusionan los municipios 25065 (Castellás), 25106 (Guardia de Arés), 25147 (Novés de Segre) y 25214 (Tahus) |

Según datos de 2013 su población era de 320 habitantes. Incluye los núcleos de Argestues, Bellpui, Berén, Biscarbó, Castellás, Castells, Espaén, Guardia de Arés, Junyent, Miravall, Novés de Segre, Tahus y Trejuvell.

## Economía
La principal actividad económica es la ganadería siendo muy pocos los terrenos dedicados a la agricultura. destacan el ganado bovino, especialmente el destinado a la producción de leche y el ovino.

## Patrimonio
La iglesia parroquial de Novés de Segre está dedicada a San Servi. Es románica, con una nave central y otra lateral. Tiene adosado un campanario de torre. En Bellpui se encuentran las ruinas de otra iglesia románica, la de Santa Leocadia. 
La iglesia parroquial de Guardia de Arés está dedicada a san Esteban y es también románica, probablemente del siglo XII. Es de nave única con cubierta de bóveda de cañón y dos capillas laterales añadidas con posterioridad. Tiene un ábside en semicírculo y un campanario de espadaña. La iglesia de Santa Elena en Trejuvell es de origen prerrománico y tiene un ábside trapezoidal.
En Tahus se encuentra la iglesia de Santa Julia. de origen románico, es de nave única con planta rectangular y su cubierta es de bóveda de cañón, reforzada mediante arcos torales. Tiene un ábside semicircular y la antigua puerta, tapiada, está adovelada. La entrada actual es de 1769.